# 纽瓦克 (俄亥俄州)
纽瓦克（Newark）是美国俄亥俄州利金县一个城市，是利金县的县城，位于哥伦布以东53公里，在利金河支流的交汇处。 2016年人口普查估计人口为49134人，是俄亥俄州第20大城市。

## 历史
在欧洲人接触之前，原住民沿着河谷生活了数千年。 从二千多年前，公元前100年到公元500年，霍普韦尔文化的人们改变了纽瓦克地区。 他们建造了许多土堆和围墙，在俄亥俄河谷创建了最大的土石方建筑群。